# Jabaltsjeni
Jabaltsjeni (Bulgaars: Ябълчени) is een dorp in Bulgarije. Het dorp is gelegen in de gemeente Tsjernootsjene, oblast Kardzjali. Het dorp ligt 13 km ten noorden van Kardzjali en 195 km ten zuidoosten van de hoofdstad Sofia. 

## Bevolking
Op 31 december 2020 werden er 163 inwoners in het dorp Jabaltsjeni geregistreerd door het Nationaal Statistisch Instituut van Bulgarije.
In het dorp wonen uitsluitend Bulgaarse Turken. In de volkstelling van 2011 identificeerden alle 157 ondervraagden zichzelf met de "Turkse etniciteit".
| Etnische samenstelling van de respondenten (2011) | Etnische samenstelling van de respondenten (2011) | Etnische samenstelling van de respondenten (2011) | Etnische samenstelling van de respondenten (2011) | Etnische samenstelling van de respondenten (2011) |
| ------------------------------------------------- | ------------------------------------------------- | ------------------------------------------------- | ------------------------------------------------- | ------------------------------------------------- |
|                                                   |                                                   |                                                   |                                                   |                                                   |
| Bulgaren                                          | Bulgaren                                          |                                                   | 0,0%                                              | 0,0%                                              |
| Turken                                            | Turken                                            |                                                   | 100,0%                                            | 100,0%                                            |
| Roma                                              | Roma                                              |                                                   | 0,0%                                              | 0,0%                                              |
| Anders/Onbekend                                   | Anders/Onbekend                                   |                                                   | 0,0%                                              | 0,0%                                              |

Van de 157 inwoners die in februari 2011 werden geregistreerd, waren er 27 tussen de 0-14 jaar oud (17,2%), 102 inwoners waren tussen de 15-64 jaar oud (65%) en 28 inwoners waren 65 jaar of ouder (17,8%).